# Dédée Bazile
Pour les articles homonymes, voir Bazile.
Marie Sainte Dédée Bazile, surnommée « Défilée » ou encore « Défilée la folle », née dans les environs du Cap-Français, est une personnalité de la Révolution haïtienne qui pleura le corps supplicié du premier empereur d'Haïti, Jean-Jacques Dessalines, et accompagna sa dépouille lorsqu'elle fut portée au cimetière.

## Les sources fiables sur l'épisode de Défilée la folle
Le 17 octobre 1806, alors qu'il chevauchait à la tête de ses troupes pour aller réprimer un soulèvement dans le Sud, l'empereur Dessalines tomba dans une embuscade à hauteur de Pont-Rouge, au nord de Port-au-Prince, et fut criblé de balles par les soldats mutinés. Ces derniers volèrent ses vêtements, ses armes et lui tranchèrent même les doigts pour récupérer ses bagues en or. Son corps fut ensuite rapporté à Port-au-Prince, où la foule le mit en pièces. 
L'histoire de Défilée la folle n'est connue que par deux historiens haïtiens, Thomas Madiou et Beaubrun Ardouin. Le premier a recueilli des témoignages trente ans après les faits, et sa version est la plus connue.

« Pendant que de nombreux enfants, au milieu de grands cris de joie, criblaient de coups de pierre les restes informes de Dessalines, sur la place du gouvernement, une vieille femme folle, nommée Défilée, vint à passer. Elle s'approcha de l'attroupement que formaient les enfants [...] et demanda ce que c'était. On lui dit que c'était Dessalines. Ses yeux égarés devinrent calmes tout à coup ; une lueur de raison brilla sur ses traits ; elle alla à la course chercher un sac, revint sur la place, y mit ces restes ensanglantés et les transporta au cimetière intérieur de la ville. Le général Pétion y envoya quelques militaires qui, pour une modique somme, les enterrèrent. »

— Thomas Madiou, Histoire d'Haïti, tome 3, p. 326
Cette version a été rectifiée douze ans plus tard par Beaubrun Ardouin, qui avait 10 ans à l'époque des faits, vivait à Port-au-Prince, et connaissait Défilée. 

« Ce corps inanimé, mutilé, percé de tant de coups, à la tête surtout, était à peine reconnaissable ; il resta exposé sur cette place d’armes jusque dans l’après-midi, où une femme noire, nommée Défilée, qui était folle depuis longtemps, rendue à un moment lucide, ou plutôt mue par un sentiment de compassion, gémissait seule auprès des restes du fondateur de l’indépendance, lorsque des militaires, envoyés par ordre du général Pétion, vinrent les enlever et les porter au cimetière intérieur de la ville, où ils furent inhumés. Défilée les y accompagna et assista à cette opération ; longtemps après ce jour de triste souvenir, elle continua d’aller au cimetière, jetant des fleurs sur cette fosse qui recouvrait les restes de Dessalines. [...]
Je relate ce qui est à ma connaissance. Ce n’est pas cette pauvre folle qui porta au cimetière le corps de Dessalines, comme le dit M. Madiou (Histoire d'Haïti, tome 3, page 326) : je l’ai connue, elle n’était pas assez forte pour un tel fardeau. Pétion n’avait pas besoin de payer à ces militaires un service qu’il leur ordonnait de remplir. »

— Beaubrun Ardouin, Études sur l'histoire d'Haïti, tome 6, p.341

## Biographie semi-légendaire de Défilée
D'après la tradition populaire, Dédée Bazile serait née esclave vers 1736, soit à Port-au-Prince, soit à Cap-Français. A l'âge de 18 ans, elle aurait été violée par son maître.
À l'époque de la guerre d'indépendance (1802-1803), elle aurait suivi l'armée indigène comme vivandière. Elle aurait perdu deux frères et trois fils dans les combats. Fortement ébranlée par ce choc, Dédée Bazile aurait sombré dans la folie. Elle aurait continué à suivre l'armée indigène, criant aux troupes : « Défilez ! Défilez ! » dès qu'elles faisaient une halte. D'où son surnom de Défilée. 
Après l'assassinat et l'inhumation de Dessalines, elle aurait vécu de mendicité à Port-au-Prince, jusqu'à sa mort en 1816. L'ex-impératrice Claire-Heureuse aurait tenté de l'aider, en vain. Sa tombe (disparue) aurait été placée à côté de celle de Jean-Jacques Dessalines. 
Elle aurait laissé derrière elle deux filles, Agathe et Annesthine. 
Un de ses fils, le colonel Condol Bazile, officier de la maréchaussée sous le régime de Faustin Soulouque, aurait sauvé de la mort le futur président d'Haïti Fabre Geffrard, le 27 décembre 1858[réf. nécessaire]. 
Dédée Bazile est considérée[Par qui ?] comme l'un des quatre héroïnes de l'indépendance d'Haïti les plus symboliques, aux côtés de Sanité Belair, Catherine Flon et Cécile Fatiman.